# 幽幻道士
『幽幻道士（キョンシーズ）』（ゆうげんどうし きょんしーず、原題：殭屍小子、英題：Hello Dracula）は、1986年6月20日に台湾で放映された台湾映画。また、『幽幻道士』を第一作とする一連の映像作品の総称。
香港映画『霊幻道士』を元にして生まれた亜流キョンシー作品の一つで、19世期中期から20世紀初頭の清王朝後期の中国を舞台としたアクションホラーコメディー。ヒロインであるテンテンの可愛らしさ、テーマソングが日本の童謡『鳩』と同じメロディーである親しみやすさ、続編形式である点などの独自の魅力を打ち出し、日本では1987年1月12日、TBS「月曜ロードショー」で『幽幻道士 キョンシーズ』の邦題でテレビ放映され高視聴率を記録、大ヒットした。ビデオ版には邦題を『キョンシーズ』とするものもある。
後に『幽幻道士』シリーズの人気を受けて、その世界観とキャラクターを元にTBSがスピンオフ作品『来来!キョンシーズ』を製作、放映した。

## 主要キャラクター
テンテン（天天)
出演：劉致妤（シャドウ・リュウ）日本語版吹き替え：高田由美（1-4、来来、新）→岡村明美（霊幻少女）
金おじいさんの孫娘。恵まれた血筋と特殊な出自により、幼いながらも優れた法術の才能を発揮する。おしゃまな一面を見せるが、孤児4人組の手綱を取るしっかり者であり、生来の優しさから仲間思いでもある。決め文句は「天罰！」、「天誅！」、「昇天！」など。キョンシー退治用の道具「霊罰棒」（れいばつぼう）を得意武器とし愛用している。
名前の由来は、テンテン役を演じる劉致妤の誕生日（10月10日）によるものとされ、同シリーズ中で明かされるテンテンの誕生日もこれに倣っている。
金おじいさん（金爺爺）
出演：張金塗（チャン・キントー） 日本語版吹き替え：宮内幸平（1-4、来来、新）→峰恵研（霊幻少女）
テンテンの祖父。優秀な道士で、テンテンと2人で義荘（自宅兼霊廟）に暮らしていたが、親方が逮捕された事件をきっかけに孤児4人組を引き取った。普段は物腰穏やかな人物だが、いたずらや法術の使用に関しては非常に厳しい。道士という立場上、風水や暦などで日々の行動を決める癖がある（『幽幻道士』より）。酒が大好きで、時には煙草も嗜む（『幽幻道士2』より）。得意武器は桃剣（とうけん、ももけん）。スイカ頭の死後、彼を救えなかった自責の念と罪悪感に心を苛まれ、住んでいた町が廃墟になったことも追い打ちとなり、デッパとチビトラを法術の修行に出し、残った者達と共にキョンシー隊を引き連れ、飲んだくれながら当ての無い旅に出る。
名前の由来は、金おじいさん役を演じた張金塗の芸名『金塗』（キン・トー）から。
チビクロ（小黒）
出演：陳子強（チェン・ツーチャン） ※『幽幻道士2』『幽幻道士3』のみ安安（アン・アン） 日本語版吹き替え：坂本千夏（1-4、来来、新）
孤児4人組の一人。小柄で身軽なため、大道芸ではアクロバティックな演技を得意とする。強気な性格で、リーダー的存在。
名前の由来は、小柄で色黒な外見から。
スイカ頭（西瓜皮)
出演：劉至翰（リュウ・ツーハン/ジョニー・リュウ） 日本語版吹き替え：桜井敏治（1-3、来来）
孤児4人組の一人。丸縁眼鏡がトレードマーク。大道芸では持ち前の石頭を披露する。力自慢の食いしん坊だが人一倍の臆病者で、よくドジを踏む三枚目。馬鹿なので麻雀はできないが、人を思いやる優しい心の持ち主。『幽幻道士2』ではテンテンを救うために親方キョンシーに噛まれ、金おじいさんの治療の甲斐無くキョンシー化、仲間たちを救う為、腰に巻き付けたダイナマイトによる壮烈な特攻で爆死した。このスイカ頭の死は金おじいさんの心を苛み、酒に溺れさせてしまうほどであった。
『来来!キョンシーズ』では外伝的作品であるため、生存している。
『幽幻道士3』ではキョンシーとして登場。
名前の由来は、輪切りにしたスイカのようなオカッパ頭から。
デッパ（暴牙）
出演：黄國書（ホァン・グオシュー）→徐明達（シュー・ミンダー） 日本語版吹き替え：佐々木望（1）→伊倉一恵（2）
孤児4人組の一人。細身で、孤児4人組の中では最も背が高い。チビクロと同じくらいのいたずら好きで、向こう見ずな性格。『幽幻道士3』ではチビトラと共に法術の修行に出された。
名前の由来は、下唇に届くほどの出っ歯から。
チビトラ（小虎）
出演：張台生（チャン・タイスン） 日本語版吹き替え：松岡洋子（1-2）
孤児4人組の一人。『幽幻道士3』ではデッパと共に法術の修行に出された。
トンボ　
出演：鄭同村（ツェン・トンチュン）　日本語版吹き替え：羽村京子（3-4、来来）→伊倉一恵（新）→結城比呂（霊幻少女）
『幽幻道士3』から登場した新キャラクター。登場までの経歴は一切語られておらず、当初からすでにスイカ頭の死を悔やんでいたり、好物を知っているなど、前作以前からともに過ごしていた様子で物語に参加する。カンフーと法術を使ったいたずらが得意。『来来!キョンシーズ』では、金おじいさんに負傷した長三道士の付き添いとしてキョンシー隊の先達である道長の代理に選ばれるなど、それまでの孤児たちとは一線を画す非凡な才能を発揮する。
名前の由来は、自身が得意とする『とんぼ返り』から（『来来!キョンシーズ』より）。
デブ署長（兄）、デブ署長（弟）、デブ隊長
出演：胖三（パン・サン）  日本語版吹き替え：内海賢二（1-3、来来、新）
街の警察署長および保安隊長。親方を逮捕し、残された孤児4人組を金おじいさんに引き会わせた。強い者には卑屈だが、弱い者には尊大な性格の持ち主。
見た目には同じだが、『幽幻道士』ではデブ署長（兄）、『幽幻道士2』ではデブ署長（弟）、『幽幻道士3』、『来来!キョンシーズ』、『新・幽幻道士 立体奇兵』ではデブ隊長となっており、それぞれ別人として登場する。コメディリリーフとしての役割が大きく、キョンシーに噛まれるなど何らかの被害に遭う場所が尻である場合が多い。明確な死亡はデブ署長（兄）のみ。
演じる胖三は役柄と裏腹に真面目な好人物で子役への面倒見もよく、テンテンを演じた劉致妤は彼を「義理の父」と呼ぶ位に慕っていたとブログで語っている。
ベビーキョンシー（小殭屍)
出演：出演：洪竟原（ホン・ジンユェン） 日本語版吹き替え：三浦雅子（1）→あきやまるな（2-4、来来、新）
父親を探して方々をさまよう幼いキョンシー。登場時には日本の童謡「鳩」に北京語の歌詞がついた歌が流れる。テンテンたちやキョンシー隊の前に現れては、キョンシーのお札をはがしたり、キョンシーそのものを連れ去ってしまうなどの悪戯を行うが、作品によってはテンテンたちを助けてくれる。昼間でも活動でき、比較的自由に関節が可動したり、空中飛翔や瞬間移動を自在に使ったり、時に喋ることすらあるなど、数あるキョンシーの中でも異質の存在である。こうした能力を駆使し、『幽幻道士2』では1人で何役もこなして野球をしていた。同作で金おじいさんよりその出自が語られるが、それによれば亡霊（霊魂）に近い存在ともいえる。
道士（長三道士）
出演：林光榮（リン・グァンロン）→尚智（シャン・ヂー） 日本語版吹き替え：緒方賢一（1-2、来来、新）
青地に白抜きの八卦模様をあしらった道袍を身に纏った幽幻道士。出稼ぎ先や旅先などで死亡した人たちを法術によってキョンシーに仕立て上げ、それぞれの故郷に送り届けるため先達となって長旅を続ける道長の職務を専門としている。酒が大好きであり、かつては麻雀を得意としていたとされる節がある（『幽幻道士』より）。彼の代名詞とも言える道中での口上は「さあ、道をあけろ！キョンシー様（『幽幻道士』のみ「死んだ人間様」）のお通りだ！人間どもは道をあけろ！邪魔する者は道連れにするぞ！」。
登場当初からコメディリリーフの一員として人気を博していたが、初めて彼の名前が「長三」（ちょうさん）であると紹介されたのは『来来!キョンシーズ』でのことである。

## シリーズ作品
ここでは、正式に『幽幻道士』の名を冠している本編シリーズと、そうでない外伝シリーズの2系統に大別し、放映年順に説明するものとする。

### 本編シリーズ

#### 幽幻道士（キョンシーズ）

##### 構成
原題『殭屍小子』。1986年。シリーズ第一作。以降の作品とは違い、舞台は現代で、1人の老人が子どもたちに乞われて語り聞かせる昔話という設定から物語が始まる。ただしビデオ版ではこの部分はカットされている。

##### ストーリー
大道芸人の親方と旅回りをしているチビクロ、スイカ頭、デッパ、チビトラの孤児4人組は、ある晩に野宿をしていた森の中で道長が導くキョンシー隊に出会う。初めて目にしたキョンシーの奇妙な姿に興味を持ったチビクロたちは、ちょっとしたいたずらのつもりでキョンシーのお札をはがしてしまった。結果、暴れ出したキョンシーに一同はパニックとなり、その渦中で親方はキョンシーに影を踏まれてしまった。どうにか事態は収まったが、道長は「キョンシーに影を踏まれる事は不吉の兆し、先々で必ず不幸に見舞われるだろう」と忠告し、厄除けのために親方にお札を授けていった。
数日後、金おじいさんとテンテンの住む街へとやって来た親方とチビクロたち。チビクロたちはテンテンと出会い、友達になるために気を惹こうとするが、まるで相手にされない。親方はキョンシーに影を踏まれた一件から運に見放され、大道芸の公演は中止となり、博打でも大負けしてしまう。仕方無く路上で子供たちと大道芸を行なう親方だったが、これを目にしたデブ署長が児童虐待としてあらぬ疑いをかけ、親方は逮捕されてしまう。路頭に迷った子供たちは、デブ署長に連れられて金おじいさんの住む義荘に行き、テンテンと再会することとなった。その夜、投獄された親方の前に影を踏まれたあのキョンシーが再び現れた。

##### 本作にのみ登場するキャラクター
親方（沙師匠）
出演：黄仲裕（ホァン・ツンイ） 日本語版吹き替え：田中秀幸
孤児4人組を引き取って旅回りをしている大道芸人の親方。カンフーの達人で正義感が強い好人物だが博打に目がない。麻雀が出来ないスイカ頭以外の孤児達と賭け麻雀に興じているが、博才の無さを露見していた。旅の途中に襲われたキョンシーに影を踏まれ不幸の虜となる。契約していた劇場の話は破談。馬を売って博打を打つも当然負ける。孤児達を食わす為、復讐の為、劇場の前で曲芸を開き、町人から好評を得るが、逆恨みした劇場支配人に『児童虐待』として通報され警察に連行される。無実を訴える親方だったが、デブ署長の姦計により、孤児達が打ち明けた親方の不満内容を虐待と判断し投獄。牢獄内でキョンシーに襲われたデブ署長をかばい、犠牲になり死亡。テンテンが金おじいさんの不在時に執り行った『観洛音の術』の失敗を引き金に、獰猛な凶暴キョンシーと変貌し、遺恨のあるデブ署長と劇場支配人を殺害する。親方の悪行を止める為、金おじいさんの法術によって誘き出され、特殊霊魂となったチビクロ、デッパ、チビトラ、スイカ頭の4人の気の波動により倒された。しかし親方を故郷に送り返す旅の出発の直前に、ベビーキョンシーに棺の封印を解かれ、連れて行かれてしまうが……。

##### スタッフ
- 監督：趙中興（チャオ・ツォンシン）
- 脚本：姚慶康
- 制作：陳俊良、蔡松林
- 日本語吹替版演出：清水勝則
- 日本語吹替版制作：ザック・プロモーション、TBS

#### 幽幻道士（キョンシーズ）2

##### 構成
原題『哈囉殭屍』。1987年。シリーズ第二作。前作の続編。

##### ストーリー
凶暴キョンシーと化した親方の封印に成功した金おじいさんは、親方を故郷の地に埋葬するためにテンテンや孤児たちを連れて馬車を走らせていた。やがて夜更けになって森の中を急いでいた最中、キョンシー隊を導く道長の前に現れたベビーキョンシーが引き起こした騒動に巻き込まれ、ついには親方の遺体を納めた棺の封印を解かれてしまい、そのまま何処へと立ち去ってしまった。

##### 本作にのみ登場するキャラクター
神父
出演：不明 日本語版吹き替え：仲木隆司
キリスト教の布教活動のためにアメリカから渡来した神父。実際には布教活動は建前でしかなく、超心理学の研究のために何とかキョンシーを手に入れようと計画を進めている。神父ではありながら、マーシャルアーツの達人でもある。
シスター（修女）
出演：不明 日本語版吹き替え：吉田理保子
神父に同伴する修道女。終盤で神父らと共に警察署に保管されていたキョンシーを持ち出すが、ベビーキョンシーに全て解放されてしまい、為す術も無く襲われ殺された。
ロバート（羅伯）
出演：不明 日本語版吹き替え：飯塚昭三
神父に同行する用心棒。ガンマンのような格好をしており、腰のホルスターには回転式拳銃を携えている。神父の研究に協力しているものの、裏ではあわよくばキョンシーをアメリカに持ち帰って大金を得ようと画策している。警察署に保管されていたキョンシーを全て持ち出して逃亡しようとするが、ベビーキョンシーに解放されたキョンシー達に太刀打ちできず、殴り飛ばされた弾みで胸を突き抜かれて即死。
親方キョンシー
出演：黄仲裕 日本語版吹き替え：不明
ベビーキョンシーに封印を解かれてしまい、最悪の呪いによって再び凶暴化して街の人々を襲うようになり、スイカ頭もテンテンの身代わりに攻撃と呪いを受けてしまう。親方キョンシーと戦う決心をした孤児たちの特殊霊魂3人がかりでも太刀打ちできないほどの強さを誇ったが、金おじいさんの法術によって強化された特殊霊魂で、一度体をバラバラに引き裂くことに成功する。しかし、すぐにベビーキョンシーが親方キョンシーと融合して復活。テンテンを護る為、皆を救う為、半キョンシー化したスイカ頭の「親方ーっ！一緒に逝きまーすっ！」との声と供に、自らの命を引き換えにした壮烈な特攻によって遂に退治された。

##### スタッフ
- 監督：王知政（ワン・ツーチョン）
- 脚本：蘇光勲
- 制作：陳俊良、蔡松林

#### 幽幻道士（キョンシーズ）3

##### 構成
原題『幽幻道士』。1988年。シリーズ第三作。前作の続編。

##### ストーリー
金おじいさんとテンテンたちが住む街は、親方キョンシーが大暴れした一件で人々が離れて廃墟と化していた。孤児4人組のうち、チビトラとデッパは法術の修行のために旅に出され、金おじいさんも残ったテンテン、チビクロ、トンボと共にキョンシーとなったスイカ頭を含めたキョンシー隊を引き連れて旅に出た。しかし、キョンシーとして復活させたとは言えスイカ頭の死を誰よりも悔やんでいる金おじいさんは、以前にも増して酒を飲むことが多くなっており、テンテンたちにとっても心苦しい悩みとなっていた。
とある日の夜、森で馬車が襲われている現場に遭遇した金おじいさんたちは強盗を退け、助けられた兄のチンと妹のレイレイはその礼として金おじいさんたちを自宅に招いて歓待し、一晩の宿まで提供してくれた。
一方、逃げた強盗達は復讐のためによからぬ企てをたくらみ、モミジ道士に相談を持ち掛けるのだった。

##### 本作にのみ登場するキャラクター
マーボおばさん（姑奶奶）
出演：尤美芳（ユー・メイファン） 日本語版吹き替え：森ひろ子
盛天文の叔母で、金おじいさんの元婚約者。金おじいさんをして「もし自分の身に何かあれば、広州に住むマーボおばさんを訪ねなさい」と言わしめるほどの絶大な信頼を寄せている人物。彼女もまた優秀な道士であったが、とある事情から二度と法術を使わないと固く誓っていたものの、金おじいさんと盛天文の窮地を知って秘術『八卦将軍の術』を使う決心をする。
盛天文（せいてんもん）
出演：顧冠忠（クー・クヮンツォン） 日本語版吹き替え：石丸博也
マーボの甥。青い長袍（チャンパオ）に白いロングマフラーとボルサリーノというキザな装いをしているが、カンフーや法術の心得がある。争いの中でモミジ道士に一目惚れされてしまい、ラブレターをもらう事態にまで発展。盛天文本人もまんざらではない様子を見せるが、最終決戦でのモミジの死により悲恋に終わる。
シシ丸（小強）
出演：褚修身: （ツー・シューシン） 日本語版吹き替え：松岡洋子
スイカ頭の古くからの親友。泥棒を生業としており、その関係からデブ隊長とも顔見知りである。スイカ頭がキョンシーになった事を知り、道中で難儀をしていたテンテンたちに代わって、スイカ頭を含めたキョンシー隊を広州へ連れて行くために道長の役目を買って出る。彼の場合は鈴ではなく、スイカ頭が用意した特殊な角笛と数珠を使ってキョンシー隊を導く。
モミジ道士（銀兒道長）
出演：狄嘉（リー・ジャ） 日本語版吹き替え：滝沢久美子
鞭と呪術を得意とする道士で、ムササビ道士の愛娘。争いの中で盛天文に一目惚れしてしまい、最終決戦において父の凶刃から盛天文を庇って死亡した。
ムササビ道士（師父）
出演：黄仲裕 日本語版吹き替え：城山知馨夫
闇の法術を操る悪の道士。自慢の眉毛を馬鹿にされることを極端に嫌う。金おじいさんとは面識があるが詳細は不明。金おじいさんとの戦闘で娘のモミジが負傷したことと、「お前の父ちゃん、ゲジゲジ眉毛」と言われたことに憤慨し、仕返しをするべく様々な謀略を巡らすが、最終的に娘をその手にかけてしまうこととなる。初登場の際には石棺から出てきているが、なぜ石棺の中にいたのか詳細は不明。
幽幻童子（ゆうげんどうじ）
出演：陳子強 日本語版吹き替え：真柴摩利
ムササビ道士が作り出した闇の特殊霊魂。
フルメタルキョンシー（御林軍殭屍）
出演：不明 日本語版吹き替え：不明
ムササビ道士の秘密兵器である特別製キョンシー。元々はある皇帝の身辺警護を務めていた屈強な衛兵だったが、戦争の際に命を賭して皇帝を守り抜き、この衛兵の死を悼んだ皇帝の勅令によって豪奢な衣装を纏って手厚く葬られていた。
チン（何大爺）
出演：不明 日本語版吹き替え：石丸博也
宿屋の主人。強盗に襲われていた所を金おじいさんに助けられ、その礼として自宅に招いて大いにもてなしたが、その夜にキョンシーに襲われて死亡した。
レイレイ（何小姐）
出演：彭曉蘭（パン･シャオラン） 日本語版吹き替え：松井菜桜子
チンの妹。死亡した兄を思って心痛の日々を過ごす姿を見かねたデブ隊長の提案で、共に広州への旅に出る。後にスイカ頭、デブ隊長などと共に八卦将軍の一員となる。
チャン（聾伯）
出演：不明 日本語版吹き替え：不明
マーボの屋敷を守る番人の長。片足が不自由で言葉を話せず、赤ら顔にボサボサの白髪頭という風采の上がらない老人だが、凄まじいカンフーの腕前とマーボに対する愚直なまでの忠実さを持つ。後に八卦将軍の一員となる。
サモハン（大膽）
出演：金帝（キン・テイ） 日本語版吹き替え：富田耕生
盗賊の親分。チンが所有する不思議な力を持つ翡翠製の蛙の彫像『玉ガエル』欲しさに、モミジに協力を依頼した。
キンポー
出演：許立坤（シー・リクン） 日本語版吹き替え：広瀬正志
サモハンの子分。

##### スタッフ
- 監督：周彦文（シュ・イェンウェン）、方耀徳（ファン・ヤウテイ）
- 日本語版演出：飯田譲治
- プロデューサー：蔡揚名、加藤直三
- 制作：金格影藝有限公司

#### 幽幻道士（キョンシーズ）4

##### 構成
原題『孩子王』。1988年。シリーズ第四作。テンテンの出生にスポットを当てた内容となっており、林小樓演じる大人テンテンが主役である点や孤児たちとの接点が無かったものとされている点など、本編シリーズではありながら外伝的な内容となっている。なおこの作品に翌年公開の『新・幽幻道士 立体奇兵』の主要キャラクターとなるチェンチェン、アンアン、ミミが大道芸のメンバーとして出演している。

##### ストーリー
テンテンが生まれる前、金おじいさんはまだ見ぬ可愛い孫を守るための護衛兵として、特別に用意したフルメタルキョンシーを鍛えていた。しかし、ある日突然にテンテンの父である青龍が姿を消す事件が起こり、その渦中でフルメタルキョンシーも何者かに盗み出されてしまった。

##### 本作にのみ登場するキャラクター
大人テンテン（恬恬）
出演：林小樓（リン・シャオロウ） 日本語版吹き替え：水谷優子
かつて魔王に連れ去られ、行方不明となった青龍を探すために金おじいさんと共に旅に出る。
リンリン（金蓮）
出演：彭曉蘭（パン･シャオラン） 日本語版吹き替え：鷹森淑乃
テンテンの母。金おじいさんの娘。テンテンを身篭っていた折に魔王に殺害されたが、金おじいさんの機転でテンテンの命だけは助かった。
青龍（天文）
出演：顧冠忠 日本語版吹き替え：石丸博也
テンテンの父。かつて、子どもが連れ去られる事件が多発した折に悪魔に戦いを挑んだが返り討ちに遭い、その体を乗っ取られて行方不明となる。
魔王（邪魔）
出演：江龍昇（ジァン・ロンシャン） 日本語版吹き替え：笹岡繁蔵
リンリンを殺害し、青龍の体を乗っ取った張本人。金おじいさんによって打たれた頭の釘を抜こうとしており、そのために道士や腕自慢を探している。
ダメ親方（猪哥亮）
出演：猪哥亮（ツー・ゲーリャン） 日本語版吹き替え：原田伸郎
孤児5人組を連れて旅回りをしている大道芸人の親方。とても頼りなく、金銭に関して酷いケチであるために孤児たちから「ダメ親方」と呼ばれている。孤児たちと共に薬を売っていたが、フルメタルキョンシーの事件を聞きつけて孤児たちを偽キョンシーに仕立てて強盗を働く。それを見破られた金おじいさんとテンテンに一蹴されて孤児たちを見捨て逃走し、後に大法師としてフルメタルキョンシーが暴れたとされるホテルにやって来た所で金おじいさん、テンテン、孤児たちと再会する。
フォークデュオ「あのねのね」の原田伸郎が日本語版吹き替えを担当していることもあり、劇中で『赤とんぼの唄』などを披露している。
兄貴（大哥）
出演：黄仲裕 日本語版吹き替え：納谷六朗
フルメタルキョンシーを盗み出し、キョンシーを使って子分のポン太と共に各地で強盗を働いていた。武術に秀でた腕を持ち、法術も扱える。
ポン太
出演：胖三 日本語版吹き替え：内海賢二
フルメタルキョンシーを盗み出し、キョンシーを使って兄貴と共に各地で強盗を働いていた。
フルメタルキョンシー（金甲殭屍）
出演：不明 日本語版吹き替え：不明
若い頃の金おじいさんが鍛え上げた特別製キョンシー。単体でも充分に強いが、複数体での連携攻撃によってその本領を発揮する。ただし、鐘（鈴）が鳴り響いている間しか動けず、鐘を納めた状態ではただの着飾った遺体になってしまう。『幽幻道士3』のムササビ道士が従えたキョンシーと同じ名前のキョンシーもいるが、その関係は不明。
紹介文によっては、衣装の色から『ゴールドキョンシー』とするものもあるが、厳密にはこれは誤りである。
ジョー隊長（余隊長）
出演：余天（ユー･ティエン） 日本語版吹き替え：大山高男
金おじいさんやテンテンたちが立ち寄った町の保安官として新たに就任した人物、前作のデブ隊長と違ってスマートなヒゲ面が特徴的。だがフルメタルキョンシー騒動に便乗して宿屋の女主人に強引に迫ろうとするなど保安官の風上にも置けないような無茶苦茶な行動に走ってしまうことがある。
メイ（老闆）
出演：朱寶意（エミリー・チュウ） 日本語版吹き替え：鷹森淑乃
宿屋「東昇大客棧」の美しい女主人。気が強く男勝りだが、根は優しいため、困っている人は見過ごせない。

##### スタッフ
- 監督：蔡揚名（サイ・ヨウ・メイ）、陳俊良（チン・チュン・リャン）
- プロデューサー：蔡揚名
- 制作：金格影藝有限公司

#### 新・幽幻道士（キョンシーズ） 立体奇兵

##### 構成
原題『立體奇兵』。1989年。本作は立体3D映画として製作され、劇場で配布される3Dスコープを用いて鑑賞する事により、該当シーンで映像が飛び出す仕組みとなっていたために題名もそれに沿った形となっている。当初は幽幻道士シリーズの5作目としてナンバリングされる予定でTBSが日本語吹き替え版を用意していたものの、放映の機会が無かったために長らくお蔵入りの未公開作品となっていたことで日本では幻のキョンシー映画となっていたが、2006年にアットエンタテイメントからDVDが発売された。
ヒロインがテンテンからチェンチェンに交代している、長三道士の装束が変わっているなど、一部設定が異なる。

##### ストーリー
金おじいさん率いる黄色のチェンチェンチーム、アンピン率いる赤色のアンアンチームが様々な競技で戦い合う『国民運動大会』が開催され、ついに決勝戦の「旗奪い」が始まった。当初はアンアンチームの卑劣な妨害作戦で苦戦を強いられたチェンチェンチームだったが、見事なチームワークで逆転優勝を果たした。
この結果に不満を抱いたアンアンはチェンチェン、チビクロ、トンボの3人を呼び出し、決闘を申し込んだものの無残にも返り討ちに遭う。これをさらに根に持ったアンアンは、チェンチェンたちを困らせるために義荘に忍び込み、金おじいさんが長三道士から預かっていたキョンシーのうち一体を盗み出してしまう。しかし、そのキョンシー『ホンクン』は元道士で自らの姿を透明にする術の使い手だった上に、ふとしたことで凶暴化してしまった。

##### 本作にのみ登場するキャラクター
娟娟（チェンチェン）|テンテン
出演：李宜娟（リー・イージェン） 日本語版吹き替え：高田由美
金おじいさんの孫娘。テンテンに代わってヒロインを務める事となり、それまでのテンテンの設定をほぼ引き継いでいるが、日本語吹き替え版ではテンテンに改名されている。
密密（ミミ）
蔡密潔（チャイ・ミージェイ） 日本語版吹き替え：神代智恵
森に住む妖精。狐の姿で檻に捕らえられていた所をチェンチェンたちに救い出され、以後は友情を育むが、ベビーキョンシーと共に祖師爺に魔界の生贄として狙われることとなる。
安安（アンアン）
出演：安安 日本語版吹き替え：真柴摩利
街の富豪アンピンの息子。いわゆるボンボンであり、かなりの間抜け。『国民運動大会』で負けてしまった事に不満を抱き、仕返しをしようとチェンチェン、チビクロ、トンボを夜の森に呼び出した。後にチェンチェンたちと友情を育み、良き仲間となる。
安平（アンピン）|安道士（あんどうし）
出演：黄仲裕 日本語版吹き替え：谷口節
アンアンの父。祖師爺に仕える道士であったが、途中で祖師爺と共に行った悪事の愚かさを痛感し、以後はチェンチェンたちの協力者となる。
祖師爺（そしや）|フウ先生
出演：孫榮吉（スン・ユンチー） 日本語版吹き替え：大木民夫
金おじいさんとアンピンの師匠。魔界を征服し、さらに現世をも征服せんとする野心に取り憑かれて悪事を働いており、妖精ミミとベビーキョンシーを生贄にしようと画策している。
洪坤（ホンクン）|キョンシー風魔
出演：汪強（ワン・チャン） 日本語版吹き替え：不明
長三道士が金おじいさんに預けたキョンシーの一体。普段から厳重な管理を必要とするほど凶暴。生前は凄腕の道士であり、自分の姿を消す術を会得していた。
奇兵（きへい）
出演：不明 日本語版吹き替え：不明
祖師爺が作り出した人形で、特殊霊魂に似た操り兵士。衣装の色が赤色、青色の2タイプが存在する。

##### スタッフ
- 監督：陳俊良
- 制作：蔡揚名
- 日本語吹替版演出：佐藤高博
- 日本語吹替版制作：ナオ・プロモーション

### 外伝シリーズ

#### 来来!キョンシーズ

##### 構成
1988年。本編シリーズの日本での人気を受け、TBSが出資して台湾で製作されたテレビドラマ。
主にチビクロの家族が存在する点、トンボとスイカ頭が同時期にいるなど、映画版とは設定・キャラクターが一部異なる。スイカ頭やトンボについては家族の存在が言及されておらず、詳細は不明。

##### ストーリー
ある日のこと、金おじいさんの義荘に暮らすテンテン、スイカ頭、トンボたちの元に、長三道士からの手紙が届いた。チビクロの父親、杜平が出稼ぎ先で死亡したため、キョンシーとなって長三道士に導かれて街に戻って来るというのだ。
杜平が帰る夜、キョンシーの一隊を導いて山中を歩く道士、浩雲の姿があった。そこへ道士の天敵、ベビーキョンシーが現れてキョンシーの一隊を連れ去ろうとするが、それは浩雲の仕掛けた罠であり、逆に数々の法術を用いてベビーキョンシーを追い詰めたが、あと一歩の所でベビーキョンシーの機転によって法術を破られ、逃げられてしまう。
同じ頃、杜平の帰りを待っていた金おじいさん一行と合流した長三道士は、「杜平は大きな悔いを残して世を去ったため、肉親の手でないと目を閉じられない」と伝え、妻であるカエデが試みるが目は閉じず、金おじいさんの法術ですら効果が無い。よほど大きな悔いを残したのだと悟り、このまま埋葬すれば必ず凶暴化するとカエデに伝えた金おじいさんが思案をしていた所にベビーキョンシーが現れて、杜平を含めたキョンシー全員のお札をはがしてしまった。

##### 本作にのみ登場するキャラクター
浩雲（こううん）
出演：顧冠忠 日本語版吹き替え：石丸博也
正義感が人一倍強く、若くして数々の高位法術を会得している道士。杜平の成仏のためにカエデと協力している様子を不倫と誤解しているチビクロに毛嫌いされており、カエデには頼りにされながらも「変な顔」、ベビーキョンシーには「苦手」と言われ、何事にも自信過剰である点からも道士仲間以外からの人望はやや薄い。得意武器は、銭剣（ぜにけん）。
銭高道士（ぜにだかどうし）
出演：張福枝  日本語版吹き替え：広瀬正志
懸賞金500元を得るためにカゲカゲ山のキョンシー退治にやって来た道士。浩雲と互角に渡り合うほどの腕前の持ち主だが、道士の禁忌を破って己の法術を金儲けのために用いている。後述のキングキョンシー同様、途中からストーリーに全く絡まないまま物語が完結してしまったため、以後の消息は不明。
コウモリ道士
出演：朱克榮（ジュ・クェアロン） 日本語版吹き替え：笹岡繁蔵
大黒山の洞窟を根城とする悪の道士。闇の法術を操ってバンボロキョンシーとフィフィーを生み出し、とある一件から杜平を殺害した。一時はバンボロキョンシーを破壊されてしまうが、最大の闇の法術『陰魂三体』を用いてパワーアップし、連れ去ったチビクロを闇の特殊霊魂に仕立て上げ、バンボロキョンシーの破片をグレートバンボロキョンシーに復活させて最終決戦に臨む。
仙人ジジ助
出演：蘇元峰（シェン・ユェンフォン） 日本語版吹き替え：田口昮
下界から遠く離れた『風の谷』に隠れ住む仙人。小柄な体格に加えて子どものような髪型や服装をしているが、法術、体術共に並外れた力を持つ。本来、道教においては仙人は道士よりも格上の存在であるが、金おじいさんとは親しい間柄である描写が見られ、常に対等の立場で接している。
カエデ
出演：狄嘉 日本語版吹き替え：滝沢久美子
チビクロの母親。普段は腕白盛りのチビクロに手を焼いているが、チビクロの身に何かあれば献身的に付き添うなど、誰よりも安否を気遣っている。コウモリ道士との最終決戦において金おじいさんたちと行動を共にし、闇の特殊霊魂として操られていたチビクロとの戦闘の末に救出した。
杜平（とへい）
出演：不明 日本語版吹き替え：不明
チビクロの父親。出稼ぎのために家を離れており、その仕事先でコウモリ道士がバンボロキョンシーを育成していたことを知り、阻止しようとするも返り討ちにあって殺害された。生前に残した悔いの大きさから凶暴キョンシーと化してしまう事を恐れ、葬儀を急ぐ一同の目を盗んだチビクロによって『キョンシー改心の術』を施されて地下洞に隠されていたが、ある手違いによって凶暴化してしまう。
キングキョンシー
出演：不明 日本語版吹き替え：不明
ベビーキョンシーに連れ去られた杜平を探していた途中、偶然に発見した墳墓の棺から現れた凶暴キョンシー。第三回のタイトル『地獄のキングキョンシー』として大きく取り上げられ、浩雲や金おじいさんですら手も足も出ない強さを誇ったが、わずかな戦闘シーンの後にベビーキョンシーと共に姿を消してからは一切登場しなくなり、そのままシリーズが完結してしまった。
カゲカゲ山のキョンシー
出演：不明 日本語版吹き替え：不明
カゲカゲ山に巣食い、人々に害を及ぼす狂暴キョンシー。左頬が朽ちている。500元の賞金を懸けられた。
海賊キョンシー
出演：不明 日本語版吹き替え：菅原淳一
生前は人殺しすらやってのけた海賊の頭領であり、同時にカンフーの達人でもあったキョンシー。長三道士の導きによって金おじいさんの義荘にやって来た彼を気に入ったスイカ頭の手で「キョンシー改心の術」を施されるが失敗し、次いでテンテンを中心に行われた儀式もスイカ頭のミスによって失敗。ついに凶暴化してしまったが、窮地に現れたベビーキョンシーの力を借りてようやく法術が成功し、テンテンたちの良き仲間となる。左足が木の棒で作られた義足であったために事ある毎に折れていたが、スイカ頭のアイデアによって鋼鉄製の義足を装着した。
バンボロキョンシー
出演：不明 日本語版吹き替え：鈴木勝美
コウモリ道士が闇の法術を用いて生み出した最強のキョンシー。桁違いの攻撃力、耐久力を持ち、指先から光線を出すなどそれまでのキョンシーにはない能力をもち、ある程度の知能を備える。一時は粉々に破壊されてしまったが、「陰魂三体」によってパワーアップしたコウモリ道士の手でグレートバンボロキョンシーとして復活する。グレートバンボロキョンシーはコウモリ道士いわく「バンボロよりも強く、バンボロよりも賢く、バンボロよりも根性のあるキョンシー」。最終決戦において満を持して登場したが、すぐにベビーキョンシーに連れ去られてしまった。その後の行方は不明。
霊魂フィフィー
出演：安安 日本語版吹き替え：なし
コウモリ道士が生み出した、いたずら好きの特殊霊魂。第四回に謎の特殊霊魂として登場する。
蛸壺フィフィー
出演：褚修身/安安 日本語版吹き替え：真柴摩利
第七回から改めて登場した霊魂フィフィー。『幽幻道士2』で登場した特殊霊魂の強化型に酷似しており、巨大な蛸壺から手足を自在に出し入れできる。テンテンと出会ってからは協力をしてくれるようになり、最後はコウモリ道士に反旗を翻してバンボロキョンシーを道連れに壮絶な最期を遂げた。
特殊霊魂でありながら自我を持っていたり会話が可能であったりと、キャラクター設定が極端に書き換えられている。

##### 各話タイトル
- 第一回 幽幻道士登場！
- 第二回 真昼のベビーキョンシー
- 第三回 地獄のキングキョンシー
- 第四回 霊魂"フィフィー”登場！
- 第五回 チビクロ・キョンシーか？
- 第六回 戦え！テンテン道士軍団
- 第七回 悪漢コウモリ道士出現！
- 第八回 テンテンたちと海賊キョンシーの友情！？
- 第九回 仙人・ジジ助現る！
- 最終回 幽幻道士たちの旅立ち

##### 主題歌
『キョンシー！！！』
作詞：松本隆 作曲：細野晴臣 編曲：鷺巣詩郎 歌：秋山絵美
現在は絶版で入手は困難。

##### スタッフ
- 製作：ナオ・プロモーション
- 製作担当：新井英夫
- 製作協力：金格影藝有限公司
- プロデューサー：蔡揚名、加藤直三、上田正人
- 監督：朱克榮、周彦文
- 演出：飯田譲治
- 編集：福田憲二、河原弘志、角井綾子、山本真紀
- 録音：岩田広一
- 録音助手：中田裕章、柞山京一
- 効果：伊藤克己
- 選曲：関谷行雄
- MA：来木西和成
- 台詞：王立山、飯田譲治
- 日本語版製作：映広音響、TBS

| TBS系列 木曜19時台後半枠 | TBS系列 木曜19時台後半枠                 | TBS系列 木曜19時台後半枠                                                       |
| 前番組                   | 番組名                                   | 次番組                                                                         |
| ------------------------ | ---------------------------------------- | ------------------------------------------------------------------------------ |
| ヨーシいくぞ!            | 来来!キョンシーズ 【当番組までドラマ枠】 | クイズ日本昔がおもしろい 【ここからクイズ枠】 【ここからサンスター一社提供枠】 |

#### 霊幻少女 帰ってきたテンテン

##### 構成
原題『霊幻少女』。1992年。本作の後編をもってシリーズ完結となる予定だったが、制作会社の倒産により後編は製作されることなく、本作が事実上の最終作となってしまった。それにもかかわらず題名に『霊幻』を冠している。
主要キャラクターではテンテン、トンボ、金おじいさんのみ登場し、従来の作品よりも『来来!キョンシーズ』を意識した内容となっている。1994年に松竹ホームビデオから日本語吹き替え版のVHSが発売されたが、テンテンを始めとする主要キャラクターの担当声優が刷新されている。

##### ストーリー
魔界から蘇った最強最悪の魔教主クマラを倒すため、金おじいさんとテンテン、トンボが立ち上がる。

##### 本作にのみ登場するキャラクター
クマラ（鳩摩羅）
出演：李海興（リー・ハイシン） 日本語版吹き替え：一条みゆ希＆子安武人
金おじいさんの宿敵であり、かつての兄弟弟子。魔界との契約で得た妖力を源とする法術により、若い姿を保っている。
文臣（ぶんしん）
出演：小鄭（シャオ・チェン） 日本語版吹き替え：不明
クマラの配下。文官のような姿をしている。
武将（ぶしょう）
出演：海華（ハイ・ファ） 日本語版吹き替え：不明
クマラの配下。武官のような姿をしている。
風魔（ふうま）（風）
出演：陳月如（チン・ユェルー） 日本語版吹き替え：不明
魔界四天王の1人。
水龍（すいりゅう）（雨）
出演：林玉攻（リン・ユーゴン） 日本語版吹き替え：百武彰子
魔界四天王の1人。
雷神（らいじん）（雷）
出演：徐小萍（シュ・シャオピン） 日本語版吹き替え：速水陽子
魔界四天王の1人。
電光（でんこう）（電）
出演：姚佳慧（イャオ・ジャフェイ） 日本語版吹き替え：石津彩
魔界四天王の1人。
蘭姫（らんひめ）
出演：何如芸（フェ・ルーユン） 日本語版吹き替え：弥生みつき
生前の恋人を追い求め、現世をさまよう霊魂。
鬼王（きおう）
出演：小三（シャオ・サン） 日本語版吹き替え：天田益男
蘭姫の求婚者。西洋風の重々しい甲冑に身を包み、独特の形状の三叉槍（さんさやり）を持つ。
まるちゃん（圓圓）
出演：賀艾泥（フェ・アイニー） 日本語版吹き替え：亀井芳子
義荘に住む孤児。名前の通りふくよかな体型をした女性で、ある程度の法術の心得がある。
銀満屋（錢員外）
出演：馬紀仁 日本語版吹き替え：荒川太郎

##### スタッフ
- 監督：王知政
- 演出：劉尚謙
- 脚本：劉正謙
- 制作補佐：呉湘麗
- 武術指導：李海興

## 用語

### 道具
霊罰棒（れいばつぼう）
先端部が掌の形をしたキョンシー用のお仕置き道具。『幽幻道士』では「鬼打粉」（きだふん）との併用で効果を発揮していたが、シリーズを重ねるうちに霊罰棒のみでも効果を発揮するようになった。
桃剣（とうけん、ももけん）
邪悪を退ける力があるとされる桃の木から削り出された剣。
銭剣（ぜにけん）
清めた銭を繋ぎ合わせた剣。

### 法術
『幽幻道士』シリーズには、厳しい修行を経て会得する、あるいは内在する霊力や神仏の力などを用いて超自然的な効果をもたらす法術が数多く存在する。
特殊霊魂の術（とくしゅれいこんのじゅつ） ※日本語吹き替え版『幽幻道士』のみ特別霊魂の術（とくべつれいこんのじゅつ）、字幕スーパー版『キョンシーズ』のみ生霊
『幽幻道士』で登場。後に道士の切り札となった、シリーズを代表する法術。本来の姿は、黄泉国から霊魂を呼び寄せると同時に、現世に住む縁者を霊界門を通じて黄泉国の手前の世界へ送って対面を果たす『観洛音の術』（カンルーインのじゅつ）という高位法術。
法術の達人である金おじいさんをして「天に背く行為」「危険すぎる」と言わしめるほどの秘術中の秘術だが、親方に会いたいという孤児たちの思いを知ったテンテンが儀式が執り行った結果、途中で術を失敗したために黄泉の使者を呼び出してしまった上に、術を解除するための『還魂の札』（かんこんのふだ）も失ってしまい、孤児たちは神も悪魔も存在しない現世と霊界の狭間に送り飛ばされてしまった。この状態を特殊霊魂と呼び、強力な霊力を宿した精霊となるが、手遅れになれば現世へ呼び戻す事は不可能となる。
本来は、法術の前後に厳密な儀式や処置を必要としていたが、『来来!キョンシーズ』では霊力を込めた紙の依り代、または特殊な爆裂弾を用いて特殊霊魂に仕立て上げる簡易的なものとなっている。来来！に出てきた簡易型特殊霊魂は映画版の特殊霊魂のような甲高いエコーがかかった声ではなく、本来の声のままで喋っている。
四色泥沼法術（よんしょくどろぬまほうじゅつ）
『幽幻道士2』で登場。スイカ頭のミスにより、処置に手違いが起こってしまったために半キョンシー化した長三道士を退治する際に用いられた法術。
義荘の片隅に設けられた人工の小さな泥沼に、その四隅に設置された壷の中から赤、青、黒、黄の砂を取り出して投げ込み、キョンシーを溶かす特殊な沼を作り上げる。
八卦将軍の術（はっけしょうぐんのじゅつ）
『幽幻道士3』で登場。金おじいさんと盛天文の窮地を知ったマーボが、長年に渡って己に課した禁を破って用いた秘術。
特殊霊魂に類似する術だが、未婚の男女8人が揃わないと使えないという厳しい制約がある一方、術者が特別に指名した者であればキョンシーでも参加できる特徴がある。4人2組に分かれて赤と緑の特別な衣装を身に纏い、天の橋を渡る事でそれぞれが強力な霊力を宿した天と地の精霊となる。特殊霊魂とは違って剣、棍、斧、手枷などの武器を持ち、戦闘時にこれを用いる。
闇の特殊霊魂の術
『幽幻道士3』で登場。ムササビ道士が幽幻童子を作り出し、さらに金おじいさんを忠実な僕とするために用いた高位法術。
後に『来来!キョンシーズ』でコウモリ道士が同じ術を用いた際には儀式の一部が紹介されており、これでは金おじいさんたちが用いる、いわゆる光の法術による特殊霊魂の術の儀式とは違って、禍々しい装飾を施した特別な人骨に特殊な液体をかけ、その人骨に霊力を注入し、増幅された霊力を対象に送って闇の特殊霊魂に仕立て上げる。
キョンシー魂寄せ
『来来!キョンシーズ』で登場。杜平の無念の真相を聞きだすために、浩雲が執り行った高位法術。
この術には黒い魚1匹、白い雄鶏1羽、羊の肉、米、線香2束、油1升、白い蝋燭1対、生姜菓子3個、豆腐1丁、豆2粒、茗荷（みょうが）、明礬（みょうばん）、豆板醤（とうばんじゃん）、林檎、アボカド、豚の足、鳥の糞1つまみを必要とする。また、この術を用いるに際して浩雲が家族の出生の記録を調べて相性の悪いチビクロを遠ざけるべきと断言したが、その真意を理解できずにチビクロが一計を案じて儀式に潜り込んでしまったために法術は失敗に終わる。
キョンシー改心の術
『来来!キョンシーズ』で登場。杜平を思うあまり、葬儀に反対して暴走したチビクロが用いた法術。
対象となるキョンシーの両足の裏に、赤い砂で北斗七星になぞらえた経絡7箇所ずつ、合計14箇所を記し、線香の火を当てて焼く。これに成功すると、そのキョンシーは術者に従うようになる。後にスイカ頭が海賊キョンシーに対して用いたが、海賊キョンシーは片足を失っていたために術がかからなかった。
いなくなった人を捜す術
『来来!キョンシーズ』で登場。姿を消してしまったテンテンたちを探すために金おじいさんが執り行った法術。
行方不明となった人数分の藁人形を祭壇に飾り、呪文を唱え、八卦鏡の一種『天の鏡』やライチの葉などを使って術をかける。この結果、災難に遭ったとされる人数分の藁人形だけ黒くなるが、災難に遭った個人の特定までは不可能。
解毒の術
『来来!キョンシーズ』で登場。対象を様々な薬草を煮出した湯が入った甕に浸からせ、薬効の浸透を促すマッサージを施し、黒、緑、金、青、赤、銀の砂、火種を払って噛み砕いた線香、お札の灰などを混ぜた薬を飲ませる。ただし、半キョンシー化の状態までしか効果が無い。
くさり回転の術
『来来!キョンシーズ』で登場。バンボロキョンシーと対峙した浩雲が用いた法術。
対象に瞬時に霊力を込めてその場で回転させ、その勢いを利用して頑強な鎖で縛り上げる。このさい浩雲は「おめでとう！」という謎の言葉を残している。
遠当ての術（とおあてのじゅつ）
『来来!キョンシーズ』で登場。本作の道士における基本的な法術で、人差し指、あるいは中指の腹を軽く噛み切り、その血で掌に呪文を唱えながら文字を書き、念を込めて集約した霊力を発射する。文字は『雷』で統一されているが、呪文は「アルパチカブト」「イーアルサンスー」など数種類存在する。
この法術は、術者の人数に比例して威力が倍増し、劇中では金おじいさんと浩雲の『合体攻撃の術』、さらに長三道士を含めた『トリプル遠当ての術』が使われた。
大回転の術
『来来!キョンシーズ』で登場。コウモリ道士との最終決戦で用いられた高位法術。
金おじいさんと浩雲がジジ助に霊力を注入し、増幅された霊力を八卦図の太極に送って回転させ、高密度に収束された霊力光線を放射する。
生き血吸引の術
『来来!キョンシーズ』で登場。コウモリ道士がテンテンたちの生き血を得るために執り行った法術。
人数分の球状のガラス容器を用意し、その中央に置かれた長い針に巻き付けた黒い糸を霊力で口の奥に送り込み、呪文を唱えて対象の生き血を搾り取る。この法術を用いると予測したフィフィーが事前に術封じの薬を用意し、テンテンたちはこれを服用したが、チビクロだけは服用を拒否したために術の餌食となってしまった。
凶暴キョンシー復活の術
『来来!キョンシーズ』で登場。コウモリ道士がバンボロキョンシーを目覚めさせるために用いた法術。
墨のみで呪文が書かれたお札を貼り付け、蛇剣（別称で九曲剣、または龍形剣）を使って蛇の血を杯に取り、これを対象のキョンシーに飲ませる。
陰魂三体（いんこんさんたい）
『来来!キョンシーズ』で登場。コウモリ道士が最終決戦に際して用いた秘術。
これによって強力な霊力を得たコウモリ道士は、頭部にあった耳が無くなった代わりに、顔にコウモリの刺青が浮かび上がった。儀式の内容は不明。

## ゲーム作品
キョンシーズ2（ファミリーコンピュータ用ソフト、1987年9月25日発売、タイトー）
『幽幻道士』第一作目のその後を描いたオリジナルストーリーによるアクションRPG。『幽幻道士』としてテレビで放映される前の字幕スーパー版ビデオ『キョンシーズ』をベースとしているため、キャラクター名が「デッパ」「トラ」「チビクロ」「スイカ」となっている。
来来キョンシーズ ベビーキョンシーのあみだ大冒険（ファミリーコンピュータ用ソフト、1989年1月26日発売、バンダイ）
ファミリートレーナー専用ソフト。あみだくじの進路上に配置されたステージでベビーキョンシーを移動させながら、マットの上でジャンプしてコースをクリアして行く。低年齢層向けのため、ホラー的な要素は皆無である。

## 舞台作品
『幽幻道士 キョンシーズ THE STAGE』のタイトルで、日本で舞台化された。2021年12月8日から12日まで新宿村LIVEを会場に公演した。
脚本・演出はなるせゆうせいが担当した。

### 舞台版キャスト
- テンテン - 長月翠、大西桃香　※ダブルキャスト
- チビクロ - 生田輝
- チビトラ - 根本流風
- デッパ - 堀越せな
- スイカ頭 - 西田さおり（世間知らズ）
- 親方 - 三好大貴
- デブ署長 - 宮下雄也
- 長三道士 - 吉川友真
- 金爺さん - なだぎ武
- 劉（キョンシー） - 北村海
- ベビーキョンシー - 木村新汰
- アンサンブルキャスト - 安達聖真、安藤拓哉、遠藤千織、南米仁

## 関連作品
- 『新・桃太郎』（原題：新桃太郎） 1987年
- 『新桃太郎2』（原題：新桃太郎大显神威） 1988年
- 『新桃太郎3 聖魔大戦』（原題：鳳凰王子） 1989年
- 『燃えよテンテン 戦え!十二支の大冒険』（原題：新十二生肖） 1990年

※邦題『燃えよテンテン 戦え!十二支の大冒険』として公開予定だったが中止となり、石川県の会館で日本語吹替版が上映されたのみで、日本ではソフト化もされていない。当時のチラシには、「三共映画社/タイガースタジオ共同製作第1回作品！」「企画・製作/北野輝樹・劉尚謙」とある。
- 『ベビーキョンシー』（原題：殭屍小子Ⅱ 天外天小子） 1988年

## 参考資料
- 1986年台灣票房〈台灣電影資料庫〉
- 西元1986年／民國75年〈台灣電影筆記〉
- 殭屍小子〈臺灣電影網〉
- 来来!キョンシーズ 道士の秘密技大図鑑(発売：バンダイ、製作：ナオ・プロモーション)